# The Funkadactyls
The Funkadactyls was een professioneel worsteltag team dat actief was in de WWE. De leden van dit team zijn Cameron en Naomi. Naast het worstelen, waren ze ook de danseressen van Tons of Funk, een tag team bestaande uit Brodus Clay en Tensai.

## Geschiedenis
In een aflevering van Main Event op 5 februari 2013, maakten Cameron en Naomi hun debuut als tag team en wonnen hun eerste tag team match door Aksana en Tamina Snuka te verslaan. In een aflevering van Raw op 1 april 2013, worstelden Cameron en Naomi voortaan samen als The Funkadactyls en samen met Brodus Clay en Tensai wonnen ze een wedstrijd van Team Rhodes Scholars (Cody Rhodes en Damien Sandow) en The Bella Twins (Brie en Nikki Bella).
Nadat Tons of Funk eind 2013 uiteen viel, gingen de Funkadactyls nog een tijd onafhankelijk door als team. Tot beiden Funkadactyls onenigheden kregen. In juli 2014 werd het team ontbonden en er ontstond een strijd tussen de voormalige leden. Dit leidde tot een match tussen de twee op Battleground 2014.

## In het worstelen
- Finisher
  - Simultaneous Split-legged leg drop

- Signature moves
  - Double suplex
  - Combinatie van 'Skin the cat' (Naomi) en 'baseball slide' (Cameron)

- Opkomstnummers
  - "Somebody Call My Momma" van Jim Johnston (17 februari 2013 - juli 2014)